# Mers El Kébir
Mers El Kébir (em árabe: المرسى الكبير) é uma cidade portuária localizada na província de Orã, Argélia. De acordo com o censo de 2009, a população total da cidade era de 17 957 habitantes.

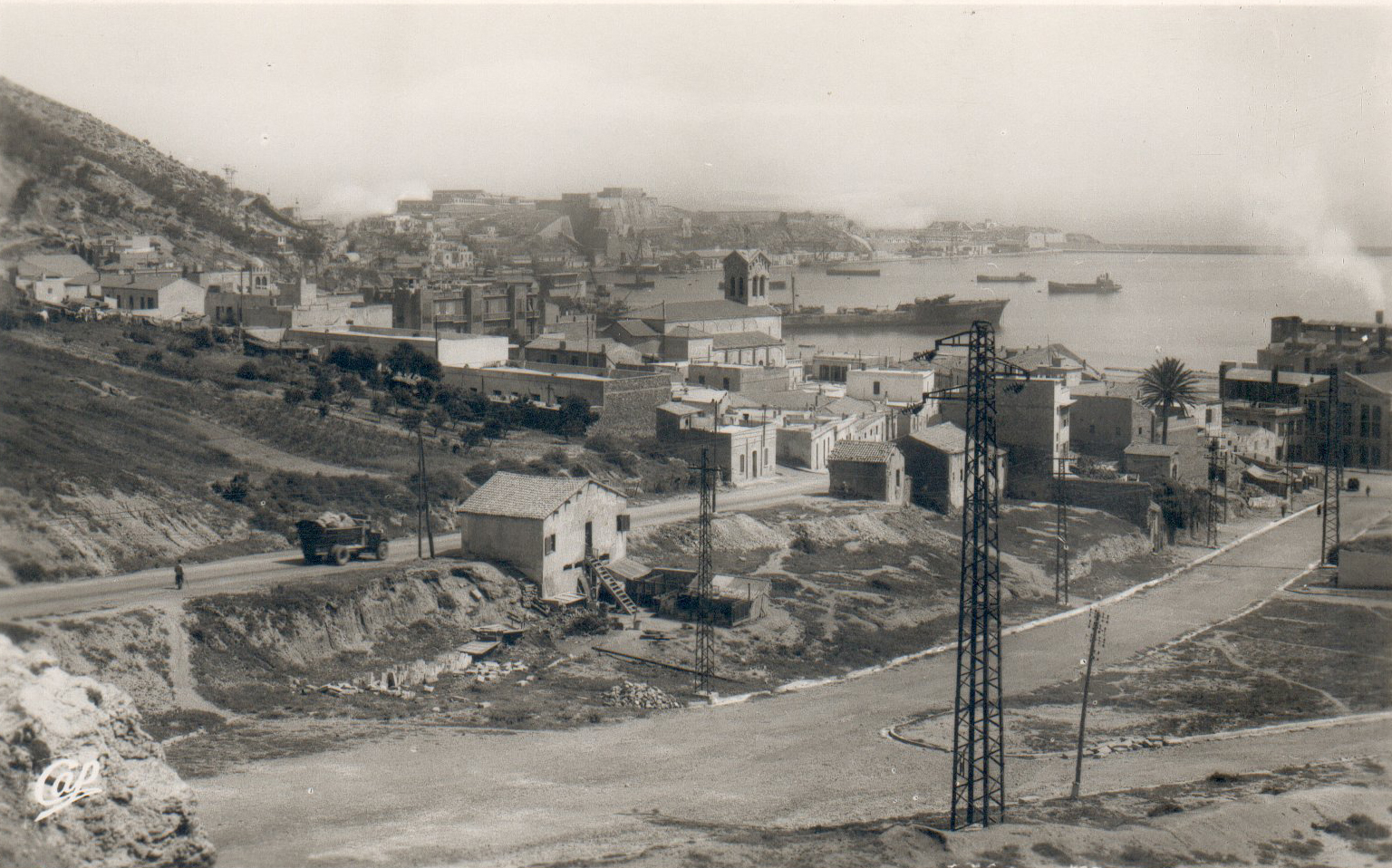
Mers El Kébir em 1953.